# José Agripino Barnet
José Agripino Barnet y Vinagres (Barcelona, 23 de junho de 1864 - Havana, 18 de setembro de 1945) foi um político cubano e diplomata que atuou como presidente de Cuba de 11 de dezembro de 1935 a 20 de maio de 1936.
Ele foi o sétimo dirigente provisório após a queda de Gerardo Machado.
Barnet nasceu na Espanha, filho de pais nascidos em Cuba. Formou-se na Faculdade de Direito da Universidade de Havana. Em 1887, foi para Paris, onde permaneceu até a instalação da República de Cuba em 1902. Foi nomeado cônsul de Cuba em Paris, na França, e em 1908 foi transferido como cônsul de Cuba em Liverpool, Inglaterra. Foi também cônsul cubano em Rotterdam e Hamburgo. Também atuou no Japão, Brasil, Alemanha e Suíça.
Era casado com Marcela Cleard e tiveram uma filha, Georgina Marcelle Barnet y Cleard (que se casou com Henri Jan van de Griendt).